# Юра (крейсер)

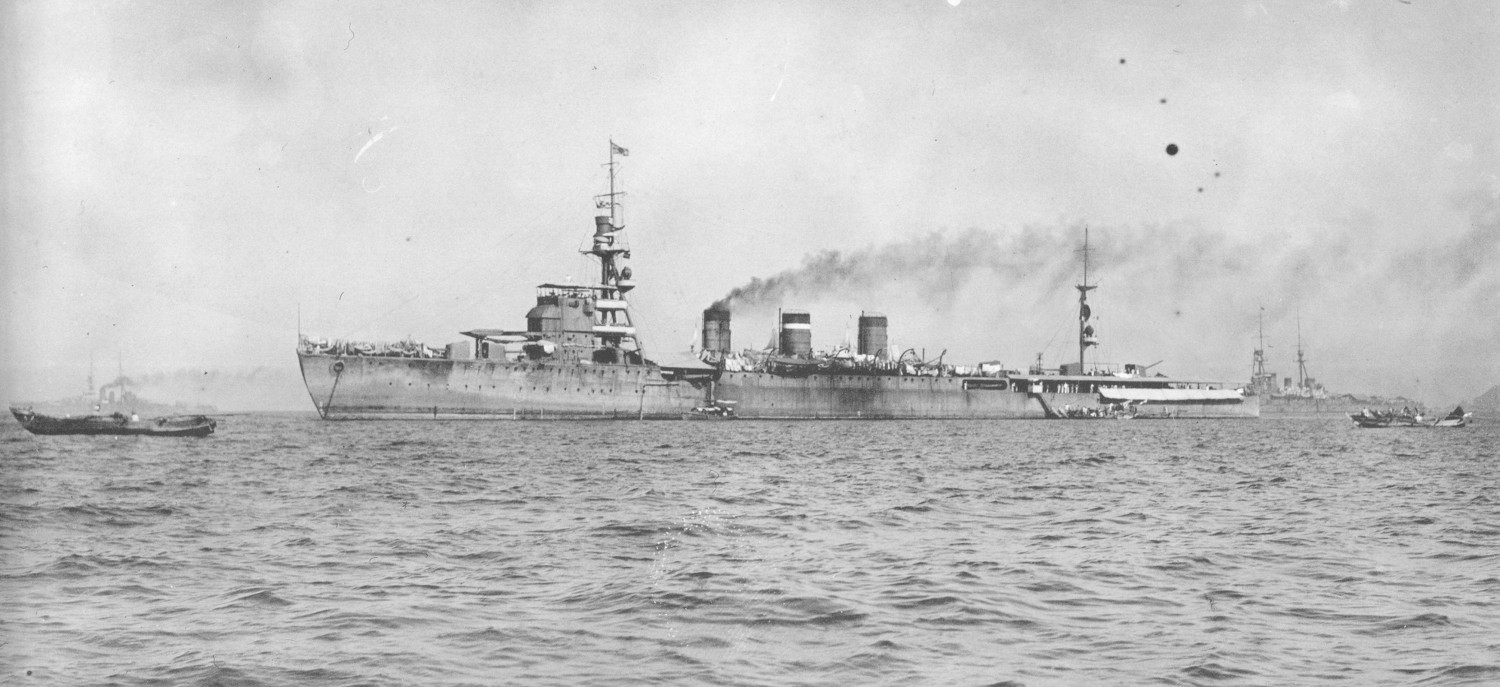
«Юра» в Токійській затоці у 1923

Юра (Yura, яп. 由良) — легкий крейсер Імперського флоту Японії, який брав участь у Другій світовій війні.
Корабель, який належав до крейсерів типу «Наґара», спорудили у 1923 році на верфі ВМФ у Сасебо.
На початку 1932-го Нака опинився біля узбережжя Центрального Китаю, де в Шанхаї стались антияпонські заворушення. Командування імперського ВМФ зосередило біля цього промислового центру значний загін кораблів та висунуло ультиматум щодо виплати відшкодування за пошкоджене майно японських громадян. 28 січня японці розпочали бойові дії, які тривали понад місяць і відомі як «Інцидент 28 січня» (можливо відзначити, що того ж 28 січня на півночі Китаю за підтримки Японії була проголошена Маньчжурська держава). 4 лютого Юра та ще два легкі крейсери провели бомбардування шанхайського форту Вусон (можливо відзначити, що в наступні дні Вусон неодноразово ставав ціллю для обстрілів корабельною артилерією). 13 лютого Юра обстрілював Вусон разом з легким крейсером Юбарі.
Певний час Юра був флагманським кораблем 7-ї дивізії крейсерів, допоки 1 листопада 1933-го його не змінив у цій ролі легкий крейсер «Ісудзу». Станом на серпень 1937-го Юра належав до 8-ї дивізії крейсерів, яка на тлі початку Другої японо-китайської війни діяла в районі Шанхаю.
Надалі Юра став флагманським кораблем 5-ї ескадри підводних човнів. Наприкінці листопада 1941-го крейсер разом із двома дивізіями своєї ескадри полишив Японію та за кілька діб досягнув порту Самах (китайський острів Хайнань). 5 грудня кораблі вийшли з Самаху до визначених їм районів у Південнокитайському морі, де підводні човни разом з субмаринами інших підрозділів мали сформувати патрульну лінію поблизу півострова Малакка (на останній планувалось висадити десант в той же день, коли ударне авіаносне з'єднання атакує Перл-Гарбор), тоді як Юра зайняв позицію південніше від мису Камау (найпівденніший пункт В'єтнаму). Після опівдня 9 грудня Юра отримав від одного з човнів своєї ескадри повідомлення про виявлення двох ворожих лінкорів. Хоча через погану якість зв'язку сигнал надійшов із затримкою на 1,5 години, проте інформація допомогла організувати повітряну атаку, яка 10 грудня завершилась потопленням зазначених британських кораблів (можливо відзначити, що цей же сигнал прийняли та ретранслювали ще один легкий крейсер та наземний вузол зв'язку в Сайгоні).
Після нейтралізації головної загрози зі сторони сінгапурської ескадри Юра попрямував до затоки Камрань (узбережжя Центрального В'єтнаму). 13 грудня 1941-го разом з 3 есмінцями та ще одним легким крейсером він розпочав супроводження загону транспортів, що везли десант до центру нафтовидобутку Мірі на північно-західному узбережжі Борнео (додаткове прикриття забезпечував загін із 2 важких крейсерів у ескорті 2 есмінців). Висадка відбулася в ніч проти 16 грудня та доволі швидко завершилась успіхом.
22 грудня 1941-го Юра разом із двома есмінцями (один був потоплений біля Мірі нідерландською авіацією) почав супроводження конвою транспортів до Кучінга (інший центр нафтовидобутку на тому ж узбережжі Борнео за кілька сотень кілометрів на південний захід від Мірі). Висадка в Кучінгу відбулася в ніч проти 24 грудня, а 25—27 грудня Юра прямував назад до Камрані, де кілька тижнів проходив ремонт.
16—18 січня 1942-го Юра виходив з цієї бази у складі великого з'єднання, яке включало ще 2 легких та 5 важких крейсерів. Такі дії пояснювались отриманням японським командуванням хибних даних про прибуття до Сінгапуру чергового британського лінкора.
19 січня 1942-го Юра прибув до Сінгори (наразі Сонгкхла) в одній з найпівденніших провінцій Сіаму, неподалік від кордону Британської Малаї, де висадив командувача 5-ї ескадри підводних човнів (незадовго до того сюди доправили базовий загін підводних сил, а частина підводних човнів ескадри мала завдання обійти острови Ява та Суматра з півдня й завершити похід у Пенанзі на протилежному, західному узбережжі півострова Малакка, де вирішили створити постійну базу для дій в Індійському океані). 20 січня Юра полишив Сінгору та 22 числа прибув до Кап-Сен-Жак (наразі Вунгтау у В'єтнамі).
Тим часом японські війська рухались на південь Малаккського півострова — первісно вони висадились за більш ніж п'ять сотень кілометрів від Сінгапура (в щойно названій Сінгорі та Кота-Бару), а 21 січня 1942-го вже захопили Ендау менш ніж за півтори сотні кілометрів від цього головного британського бастіону. Невдовзі до Ендау попрямували транспорти під безпосереднім прикриттям легкого крейсера «Сендай» та шести есмінців. Що стосується Юра, то він 24 січня вийшов з Кап-Сен-Жак та 26 числа приєднався до двох важких крейсерів та двох есмінців, які мали забезпечити додаткову підтримку висадці в Ендау. Втім, безпосереднього прикриття виявилось достатньо і воно змогло самостійно відбити атаки авіації, а потім і есмінців, так що Юра не довелось вступити у бій, а 3 лютого він повернувся до Камрані.
Наступною операцією, до якої залучили крейсер, стала висадка на сході острова Суматра поблизу центру нафтовидобутку в Палембанзі. Спершу планувалось, що Юра діятиме як флагман одного із загонів ескортних кораблів, які супроводжуватимуть транспорти, проте в підсумку вирішили ним підсилити головне з'єднання з 5 важких крейсерів та 3 есмінців, яке вийшло з Камрані 10 лютого 1942-го та попрямувало на південь. Під вечір 12 лютого, коли передові транспорти ще тільки проходили острови Анамбас (дві з половиною сотні кілометрів на північний схід від Сінгапура), командувач японської операції вирішив використати наявні сили для пошуку біля узбережжя Суматри ворожих суден, які в цей період масово покидали Сінгапур, що перебував на межі падіння. Тепер Юра мав діяти разом із легким крейсером «Сендай» та 4 есмінцями, які первісно здійснювали безпосередній ескорт передового загону транспортів. Протягом 13 лютого та в ніч проти 14 числа вони перехопили та потопили 4 судна, з яких одне спільно знищили Юра і «Сендай» (можливо відзначити, що в підсумку лише три з понад чотирьох десятків суден, які в останні дні полишили Сінгапур, змогли досягнути дружніх портів). Далі «Сендай» та два есмінці повернулись до транспортів, а Юра на чолі двох інших есмінців «Асагірі» та «Фубукі» охороняв їх з тилу, причому під вечір 14 лютого цьому загону вдалось потопити британський переобладнаний патрульний корабель HMS Li Wo, який спробував атакувати судна з десантом. У ніч проти 15 лютого японці здійснили висадку на острів Бангка та стали готуватись до просування по річці в напрямку Палембанга, де ще 14 числа викинули повітряний десант. 15 лютого Юра разом з одним есмінцем прикривав північний вхід до протоки між Суматрою та Бангкою. У середині дня його вирішили знову при'єднати до важких крейсерів для протидії ворожому загону, що наближався від Яви, втім, уже під попередніми ударами авіації союзники відступили. 16 лютого Юра разом з «Асагірі» захопили невелике вороже озброєне судно.
18 лютого 1942-го Юра полишив район Суматри попрямував на північ для підготовки до майбутньої участі у вторгненні на захід Яви. У межах цієї операції з Камрані вийшли 56 транспортів, при цьому первісно їхній безпосередній ескорт складався з легкого крейсера та 10 есмінців, а 21 лютого в районі островів Анамбас до них приєднались «Юра» та 5 есмінців. На завершальному етапі при підході до районів висадки великий конвой розділився, причому Юра та щонайменше 2 есмінці попрямували на схід від Батавії (наразі Джакарта) до затоки Ератан. Висадка відбулась в ніч проти 1 березня та пройшла на ділянці Юра без ускладнень (а от основний загон, що прикривав висадку на захід від Батавії, був атакований ворожими крейсерами, які намагались вирватись в Індійський океан після поразки в битві у Яванському морі — зіткнення, відоме як бій у Зондській протоці). 1 березня під час патрулювання в районі затоки Еретан Юра був безуспішно атакований нідерландським підводним човном K XIV.
3 березня 1942-го Юра полишив Яву, а наступної доби врятував екіпаж танкера «Ерімо», який був важко пошкоджений підводним човном та викинувся на узбережжя острова Белітунг (в протоці між Суматрою та Калімантаном, на межі Яванського та Південнокитайського морів). 6 березня крейсер прибув до Сінгапура.
8 березня 1942-го Юра разом з легким крейсером «Сендай» та 6 есмінцями вийшли з Сінгапура як безпосередній ескорт 6 транспортів, що в ніч проти 12 березня безперешкодно висадили десант на півночі Суматри. Після цього 15 числа Юра прибув до Пенангу.
20 березня 1942-го Юра вийшов з Пенангу для супроводу 9 транспортів, що мали висадити десант на Андаманських островах (крім того, супровід забезпечували «Сендай» та 7 есмінців). 23 березня відбулась висадка у Порт-Блер, яка не зустріла спротиву. 28 березня Юра прибув у південнобірманський порт Мергуй (наразі М'єй на східному узбережжі Андаманського моря).
Тим часом головне ударне авіаносне з'єднання японців («Кідо Бутай») розпочало рейд до Індійського океану, під час якого мало атакувати острів Цейлон. За єдиним задумом із цією операцією з Мергуя вийшов загін для боротьби із судноплавством у Бенгальській затоці, яким командував адмірал Одзава (у складі загону 1 легкий авіаносець та 5 важких крейсерів під охороною Юра та 1 есмінця). 5 квітня 1942-го, у день атаки «Кідо Бутай» на Коломбо, допоміжний загін для більш ефективного охоплення ворожих комунікацій розділився на три групи, при цьому Юра опинився в центральній, де перебували авіаносець, 1 важкий крейсер та 2 есмінці. 6 квітня Юра та есмінець «Югірі» потопили два нідерландські судна Batavia (1279 GRT) і Banjoewangi (1279 GRT) та британський пароплав Taksang (3471 GRT). 10 квітня Юра повернувся до Пенангу, а вже 11 числа разом з загоном Одзави прибув до Сінгапура.
Далі крейсер вирушив до Японії і 20 квітня 1942-го прибув до Сасебо, де до 19 травня проходив ремонт. У цей період він був визначений як флагманський корабель 4-ї ескадри ескадрених міноносців, попередній флагман якої — легкий крейсер «Нака» — зазнав важких пошкоджень на початку квітня під час операції з захоплення острова Різдва.
27 травня 1942-го Юра та сім есмінців його ескадри вирушили в море в межах операції проти Мідвею, маючи завдання охороняти загін великих артилерійських кораблів адмірала Кондо (включав 2 лінкори та 4 важкі крейсери). Після катастрофічної поразки авіаносного з'єднання сили японського флоту повернулись на бази, зокрема відомо, що 19 червня Юра був на Сікоку.
7 серпня 1942-го союзники висадились на сході Соломонових островів, що започаткувало шестимісячну битву за Гуадалканал та змусило японське командування перекидати сюди підкріплення. 11 серпня Юра та 10 есмінців вирушили для ескорту великого загону надводних кораблів (включав 1 лінкор, 5 важких крейсерів та 1 гідроавіаносець), що вийшов із Йокосуки та 17 серпня прибув на атол Трук у центральній частині Каролінських островів (тут ще до війни створили потужну базу японського ВМФ, з якої до лютого 1944-го провадились операції в цілому ряді архіпелагів). 20 серпня з Труку в межах операції з проведення конвою з великими підкріпленнями для Гуадалканалу вийшли кілька з'єднань з ескортом із численних есмінців, зокрема Юра разом з 5 есмінцями супроводжували загін важких крейсерів адмірала Кондо. 24 серпня відбулась битва авіаносних з'єднань біля східних Соломонових островів, а наступного дня рух конвою виявився остаточно припиненим унаслідок ударів авіації з Гуадалканалу (аеродром Гендерсон-Філд) та Еспіриту-Санто. При цьому вночі проти 26 серпня гідролітак з Юра взяв участь у бомбардуваннях району Лунга-Пойнт (де перебував Гендерсон-Філд). Певний час кораблі Кондо, які так і не вступили в бій з надводними силами ворога, перебували в морі, а 5 вересня повернулись на Трук.
Уже невдовзі Юра охороняв сили флоту, які 9 вересня 1942-го вирушили для патрулювання в районі на північ від Соломонових островів, а 22 вересня крейсер прибув до якірної стоянки Шортленд (прикрита групою невеликих островів Шортленд акваторія біля південного завершення острова Бугенвіль, де зазвичай відстоювались бойові кораблі та перевалювались вантажі для відправлення далі на схід Соломонових островів). Тут 25 вересня Юра зазнав незначних пошкоджень при бомбардуванні літаками B-17.
12 жовтня 1942-го Юра виходив з Шортленду для зустрічі гідроавіаносців «Ніссін» і «Тітосе», які повертались із транспортного рейсу до Гуадалканалу (це був той самий рейс, що завершився боєм біля мису Есперанс та загибеллю, в тому числі, «Нацугумо» — одного з есмінців з ескадри Юра).
14—15 жовтня 1942-го Юра сам здійснив транспортний рейс до Гуадалканалу (у ньому також брали участь легкий крейсер «Сендай», 4 есмінці та нещодавно згаданий «Ніссін»). 17—18 жовтня відбувся ще один, значно більший рейс, у якому, окрім Юра, взяли участь 2 інші легкі крейсери та 15 есмінців. При поверненні у протоці між островами Нью-Джорджія та Шуазель Юра був атакований підводним човном USS Grampus, з якого випустили чотири торпеди. Одна з них влучила в ціль, проте не здетонувала.
23 жовтня 1942-го Юра вийшов з Шортленду до Гуадалканалу, але того ж дня місію скасували. 24 числа крейсер усе-таки рушив туди разом з 4 есмінцями в межах операції з артилерійської підтримки наступу наземних військ. Невдовзі після опівдня 25 жовтня в район північного входу до протоки Індіспенсейбл (відділяє Гуадалканал від островів Санта-Ісабель та Малаїта) Юра зазнав пошкоджень унаслідок влучання двох бомб у машинне відділення. Місію скасували й загін повернув назад. Хоча кілька наступних авіанальотів виявились безрезультатними, командир Юра на тлі надходження води в корпус вирішив спробувати посадити корабель на мілину біля острова Фара (північно-східне узбережжя Санта-Ісабель). Втім, авіаудари тривали, й після одного з них на Юра виникла пожежа. Через 5,5 години після першого влучання команда полишила крейсер, який добили торпедами есмінці «Харусаме» та «Юдачі», а потім артилерійським вогнем з «Юдачі» (Юра розломився, проте кормова частина не пішла одразу на дно). У останньому поході на крейсері загинули й зазнали поранень 135 членів екіпажу.